# Luffia
Luffia é um gênero de mariposa pertencente à família Acrolophidae.